# سيبيلا من أتشيرا
سيبيلا من أتشيرا (1153 - 1205) كانت زوجة والملكة القرينة لتانكريد ملك صقلية وكونت ليتشي (حكم 1189 - 1194). كان وصية في 1194 على ابنها ويليام الثالث ملك صقلية.